# 와타리 히로시
와타리 히로시(渡洋史, 1963년 3월 20일 ~ )는 일본의 배우이며, 본명은 와타나베 히로시((渡辺洋)이다. 니가타현 출신이며, 니가타 현립 니가타 코우요우 고등학교 졸업. 배우자는 시노하라 에미. 시이 이르면 프로덕션 소속이다.

## 생애
《키헌터》의 치바 신이치를 동경하는, 1981년 3월에 JAC(재팬·액션·클럽)입단했다. . 처음에는 본명 와타나베 히로시를 밝히고 단역이나 슈트 액터 스턴트 등을 겪고 있었다.
1983년 《우주형사 샤리반》의 주역인 이가 덴으로 발탁되어 와타리 히로시의 예명을 얻는다. 1986년에는 《시공전사 스필반》에서 다시 주역을 맡았었다.
1988년에 JAC를 탈퇴하는 무대에 활약의 장소를 옮긴다. 1990년 《스타 라이트 익스프레스》에서 신칸센 하시모토 역, 1992년 《미스 사이공》에서는 G1을 맡았다. 또 성우로서 활동도 가고 있다.
2014년 《우주 형사 NEXT GENERATION》에서 다시 이가 덴 역을 맡았다. 2015년 니코 니코 채널 《초차원 텔레비전 있다고 마호로바》에서 자신의 토크 쇼를 시작했다. 《샤리뱐》에서 공연한 후루야 유미코와 주전을 맡는다.

## 출연작

### 드라마
- 류세이 쥬베이의 난폭한 여행 (1983년, TV 아사히) - 쿠메츠구 역
- 메탈 히어로 시리즈 (TV 아사히)
  - 우주형사 갸반 제42화 〈레츠야, 서둘러!〉, 제44화(최종화) 〈돈 호러의 우두머리〉 - 이가 덴 / 샤리반 (음성) 역 (1983년)
  - 우주형사 샤리반 - 이가 덴 / 샤리반 (음성) 역 (1983년)
  - 우주형사 샤이다 - 이가 덴 / 샤리반 (음성) 역 (1985년)
  - 거수특수 저스피온 - 부메랑 역 (1985년)
  - 시공전사 스필반 - 죠 요스케 / 스필반 (음성) 역 (1986년)
  - 초인기 메탈더 - 테츠야 역 (1987년)
- 망나니 장군 II 제76화 〈사이조 각오! 사망자의 도전〉(1984년, TV 아사히) - 세이지 역
- 다케다 신겐 (1991년, TBS) - 사에구사 마사사다 역
- NHK 대하드라마
  - 태평기 제14회 〈가을 안개〉(1991년) - 대불군의 사자 역
  - 공명의 갈림긴 - 오타니 요시츠구, 오노 하루나가 역